# Giuliano Mazzoni
Pour les articles homonymes, voir Mazzoni.
Pas d'image ? Cliquez ici
Giuliano Mazzoni (né le 9 janvier 1950 à Forlì) est un pilote  de rallye italien, vainqueur en 2007 et 2008 de la Coupe des énergies alternatives, championnat du monde réservée aux voitures à énergie renouvelable organisé par la Fédération internationale de l'automobile.